# Hagimus, Căușeni
Hagimus este un sat din raionul Căușeni, Republica Moldova.

## Istorie
Satul Hagimus a fost menționat documentar în anul 1656. A fost întemeiat de către tătarii stabiliți în Bugeac. În anul 1725 satul Hagimus împreună cu satul Osmănești avea 292 de locuitori, în majoritate moldoveni. În afară de aceștia au fost înregistrați 17 greci, un ofițer în retragere, trei familii de ucraineni și una de țigani. Satul dispunea de 2533 desetine de pământ arabil, dintre care 84 desetine le ocupau livezile și viile.
Către 1822 satul număra 56 de case și o biserică de lemn, o moară, patru fântâni și o cârciumă. Denumirea satului este de origine turcică. Hagi era un titlu de onoare, pe care turcii îl confereau acelor ce plecau în pelerinaj la Meka.
Dicționarul geografic al Basarabiei de Zamfir Arbore, 1904:
Hadjimus, sau Ozințî, sat, în jud. Bender, așezat în valea Nistrului, la gura râului Botna, la 6 km. de orașul Bender, spre S. La N. de sat se află odaia numită Hârtop. Satul face parte din volostea Varnița. Sat vechi moldovenesc, întemeiat pe locul unui fost sat turcesc. Are 147 case, cu o populație de 1100 suflete, țărani români; 240 vite mari; trei mori de vânt.

## Geografie

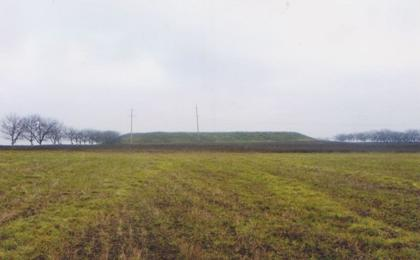
ru dintre Hagimus și Gîsca

Satul este situat la 3 km de orașul Tighina, la o altitudine de 56 de metri deasupra nivelului mării.
La 1,5 km nord-vest de sat, în vâlcea, este amplasat izvorul lui Suvorov, o arie protejată din categoria monumentelor naturii de tip hidrologic. La sud de sat se întinde rezervația naturală silvică Misilindra.

## Populație
Conform recensământului din 2004, populația comunei este de 2 730 de persoane (1 303 bărbați, 1 427 femei).
Structura etnică a comunei este:
| Naționalitate | Numărul de locuitori | Procente |
| ------------- | -------------------- | -------- |
| Moldoveni     | 2431                 | 89,05    |
| Ruși          | 147                  | 5,38     |
| Români        | 57                   | 2,09     |
| Ucraineni     | 46                   | 1,68     |
| Găgăuzi       | 26                   | 0,95     |
| Bulgari       | 12                   | 0,44     |
| Altele        | 11                   | 0,4      |
| Total         | 2730                 | 100%     |

## Administrație și politică
Componența Consiliului local Hagimus (11 consilieri), ales la 5 noiembrie 2023, este următoarea:
|  | Partid                                       | Consilieri | Componență | Componență | Componență | Componență | Componență |
|  | -------------------------------------------- | ---------- | ---------- | ---------- | ---------- | ---------- | ---------- |
|  | Partidul Acțiune și Solidaritate             | 5          |            |            |            |            |            |
|  | Partidul Social Democrat European            | 3          |            |            |            |            |            |
|  | Partidul Liberal Democrat din Moldova        | 2          |            |            |            |            |            |
|  | Partidul Socialiștilor din Republica Moldova | 1          |            |            |            |            |            |